# Crack a Bottle
Crack a Bottle (englisch etwa für „Zerbrich eine Flasche“) ist ein Lied der US-amerikanischen Rapper Eminem, Dr. Dre und 50 Cent. Es ist auf Eminems Album Relapse enthalten und wurde im Vorfeld am 2. Februar 2009 als Single veröffentlicht.

## Hintergründe
Aufsehen erregte Crack a Bottle erstmals im Dezember 2008, als eine ältere Version des Songs, bei der Eminem alle drei Verse rappte, damals noch unter dem Namen Number One auf dem Mixtape 4th Quarter Pressure Part 2 enthalten war. Am 6. Januar 2009 wurde die offizielle Version mit Dr. Dre und 50 Cent dann veröffentlicht. Viele Medien berichteten, dass der Song als erste Single aus Eminems Album Relapse veröffentlicht werden würde, jedoch erklärte die italienische Niederlassung der Universal Music Group, dass Crack a Bottle nur eine Promo-Single wäre. Am 2. Februar 2012 wurde der Song dann unter anderem bei iTunes und amazon.com veröffentlicht. 50 Cent gab bekannt, dass das Lied auch auf seinem neuen Album Before I Self Destruct einen Platz finden würde. Die Meinungen, auf welchem Album der Track nun enthalten sein würde, gingen auseinander. Während Danielle Harling von HipHopDX sich sicher war, dass Crack a Bottle auf beiden Alben zu hören sein würde, war sich Daniel Kreps vom Rolling Stone unsicher, ob der Song auf Relapse oder auf Before I Self Destruct enthalten sein würde. Universal Music machte dann schließlich offiziell, dass der Titel nur auf Eminems Album einen Platz finden würde.

## Inhalt
Im Intro meldet sich Eminem, nach Jahren der Abwesenheit, mit seinem Alter Ego Slim Shady zurück. Der Rapper ruft im Refrain dazu auf, das Comeback mit einer großen Party, viel Alkohol und massig Frauen zu feiern. Anschließend beginnt Eminems Vers, in dem er ankündigt, nun zurück zu sein, um das Rapgame erneut zu erobern. Er vergleicht Dr. Dre mit André the Giant und bezeichnet sich, Dre und 50 Cent als Platin-Trio. Im zweiten Vers rappt Dr. Dre darüber, wie lang er schon im Rapgenre tätig ist und wie viel Reichtum er erwirtschaftet hat. Er spricht unter anderem von seiner Autosammlung und dass er sich nicht entscheiden kann, welches er fahren soll, nachdem er seinen Benz zerstört hat. 50 Cents Vers handelt ebenfalls von dessen Reichtum und dass er Tag und Nacht Partys feiert, während Geld dabei keine Rolle spielt.
| Liedteil   | Künstler |
| Intro      | Eminem   |
| Refrain    | Eminem   |
| 1. Strophe | Eminem   |
| 2. Strophe | Dr. Dre  |
| 3. Strophe | 50 Cent  |

## Produktion und Sample
Das Instrumental des Songs wurde von Dr. Dre produziert. Dabei verwendete er ein Sample von Mike Brants Lied Mais Dans La Lumière aus dem Jahr 1970.

## Musikvideo
Das Video feierte Anfang Juni 2009, vier Monate nach Veröffentlichung des Songs, Premiere. Die Rapper selbst sind in dem von Syndrome gedrehten Clip nicht zu sehen.
Am Anfang sitzt eine obdachlose Person an einer Hauswand und neben ihr steht eine Flasche Alkohol. Die Kamera zoomt in die Flasche und man erkennt ein Haus mit mehreren Räumen. Es werden zwei Männer gefilmt, die sich in einem Raum befinden. Der eine Mann ist an einen Stuhl gefesselt, während der andere Wörter, die zu Eminems Vers gehören, an die Wände malt. Ersterer kann sich schließlich befreien und verlässt den Raum. Als Dres Vers einsetzt, schwenkt die Kamera auf ein anderes Zimmer. Es ist ein Tattoo-Studio, in dem sich eine Frau Wörter aus Dr. Dres Vers tätowieren lässt. Außerdem ist der Rapper Cashis zu sehen. Zu 50 Cents Vers wechselt die Kamera abermals den Raum. Es ist eine Bar, in der mehrere Frauen zusammen sitzen, Zigarren rauchen, Alkohol trinken und mit Geldscheinen werfen. Am Ende sieht man die obdachlose Person, welche die leere Flasche zu Boden wirft, woraufhin diese zerbricht.

## Kritiken
Kritiker hatten unterschiedliche Meinungen. Jacqueline Rupp von Common Sense Media meinte, dass Crack a Bottle nichts Neues bringen würde, sondern jene Aspekte, die den Rappern in der Vergangenheit den Erfolg brachten, beinhalte und vergab drei von fünf möglichen Sternen. Alex Fletcher von Digital Spy meinte, dass Eminem es nicht verlernt hätte, die „Knöpfe“ der Leute zu drücken, 50 Cents Part jedoch ohne großen Verlust weglassbar wäre. Zu den Beats von Dr. Dre hatte er die Meinung, dass sie immer noch gut wären. Auch hier wurden drei Sterne vergeben.

## Kommerzieller Erfolg

### Chartplatzierungen
Crack a Bottle erreichte in den USA und Kanada Platz 1 der Charts. In Kanada blieb es dabei 15, in den Vereinigten Staaten 17 Wochen in den Top 100. In Österreich belegte das Lied Platz 41 und konnte sich fünf Wochen in den Charts halten, in der Schweiz und im Vereinigten Königreich erreichte der Song jeweils Platz 4 und blieb 19 Wochen in den Top 100. In Deutschland erreichte der Track die Top 100 nicht.
| ChartsChartplatzierungen       | Höchstplatzierung | Wochen |
| ------------------------------ | ----------------- | ------ |
| Österreich (Ö3)                | 41 (5 Wo.)        | 5      |
| Schweiz (IFPI)                 | 4 (19 Wo.)        | 19     |
| Vereinigte Staaten (Billboard) | 1 (17 Wo.)        | 17     |
| Vereinigtes Königreich (OCC)   | 4 (19 Wo.)        | 19     |

| ChartsJahrescharts (2009)      | Platzierung |
| ------------------------------ | ----------- |
| Vereinigte Staaten (Billboard) | 47          |
| Vereinigtes Königreich (OCC)   | 89          |

### Auszeichnungen für Musikverkäufe
Am 12. Februar 2009 brach Crack a Bottle mit 418.000 Downloads den zuvor von Live Your Life gehaltenen Rekord für die meisten Downloads in der ersten Verkaufswoche in den Vereinigten Staaten. Schon in der nächsten Woche allerdings wurde dieser Rekord von Flo Ridas und Ke$has Right Round mit 636.000 Downloads erneut gebrochen. Im Jahr 2022 wurde das Lied für mehr als drei Millionen Verkäufe in den Vereinigten Staaten mit einer dreifachen Platin-Schallplatte ausgezeichnet. Bei den Grammy Awards 2010 konnte Crack a Bottle eine Auszeichnung in der Kategorie Best Rap Performance by a Duo or Group gewinnen.
| Land/Region                  | Auszeichnungen für Musikverkäufe (Land/Region, Auszeichnung, Verkäufe) | Verkäufe  |
| ---------------------------- | ---------------------------------------------------------------------- | --------- |
| Australien (ARIA)            | 2× Platin                                                              | 140.000   |
| Brasilien (PMB)              | Gold                                                                   | 30.000    |
| Vereinigte Staaten (RIAA)    | 3× Platin                                                              | 3.000.000 |
| Vereinigtes Königreich (BPI) | Platin                                                                 | 600.000   |
| Insgesamt                    | 1× Gold · 6× Platin ·                                                  | 3.770.000 |

Hauptartikel: Eminem/Auszeichnungen für Musikverkäufe